# Hotel París

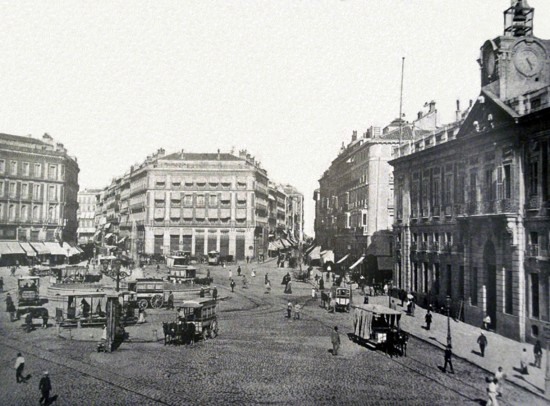
En la foto se ve el edificio del Grand Hôtel de París recién estrenado.

El Hotel París (denominado Grand Hôtel de París o Fonda de París) estuvo situado en la parte oriental de la Puerta del Sol de Madrid. Construido en el siglo XIX con la denominación "Fonda de París", fue uno de los primeros hoteles en Madrid tal y como se entienden en la actualidad, con cuartos de baño en cada habitación, servicio de habitación, recepción, table d'hôte, salón de lectura, etc. Eran conocidos durante el siglo XIX los altos precios de la estancia en el hotel; muchos personajes famosos se alojaron en sus habitaciones. El hotel cerró en el año 2006. Desde junio de 2014 se ubica en el edificio la tienda Apple Store Puerta del Sol.

## Historia

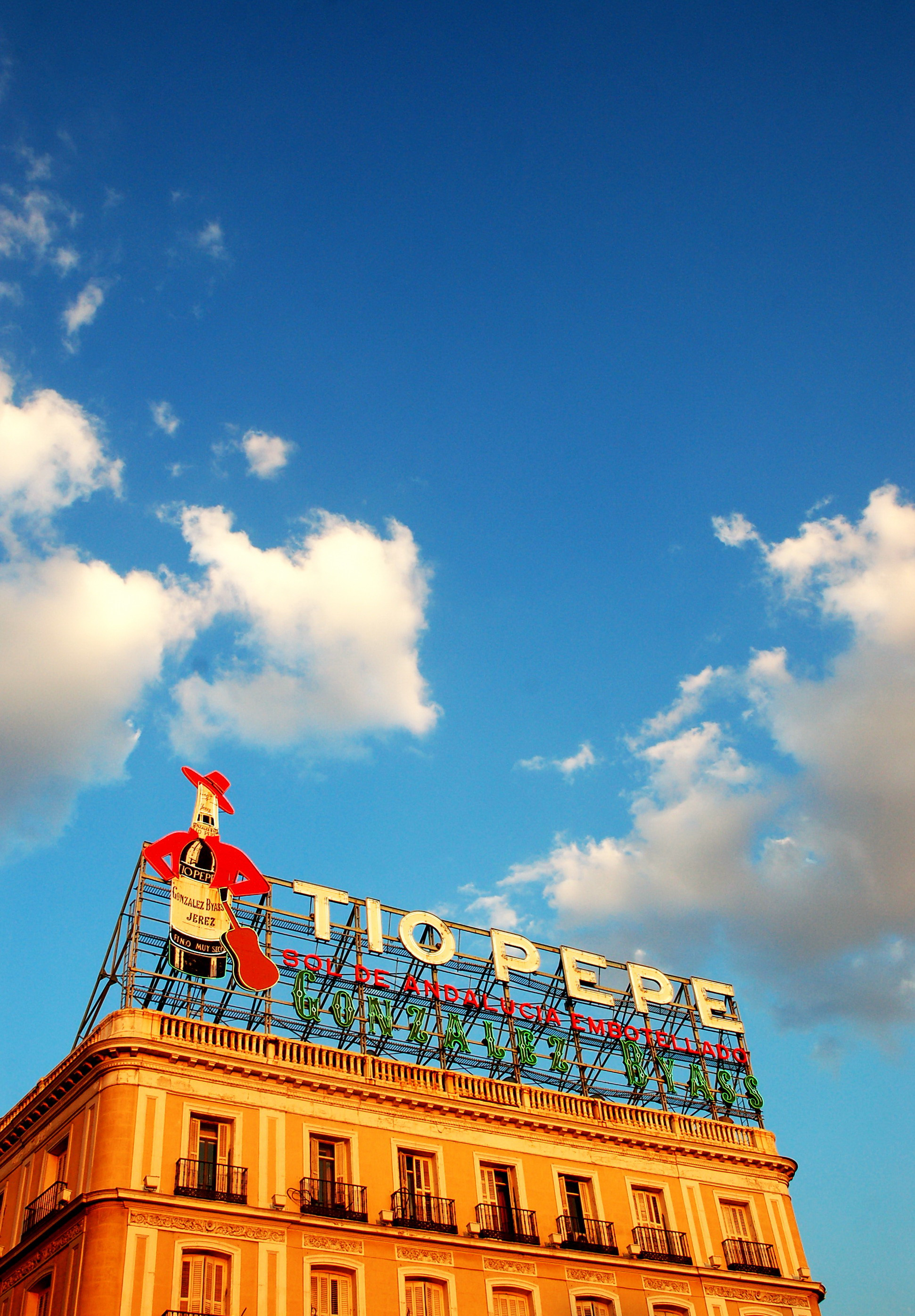
Histórico anuncio de Tío Pepe que se encontraba en la azotea del Hotel París.

Fue inaugurado en el verano del año 1864 por "Los Hermanos Fallola". En 1895 el Hotel París se vendió a la empresa Baena.
El hotel vivió momentos de esplendor y apenas tuvo competencia en sus cuatro primeras décadas de existencia. Con la apertura del Ritz (1910) y del Palace (1912) comenzó su decadencia. En 1935 se puso en su fachada un cartel luminoso de González Byass, cartel que se cambió por el de Tío Pepe. Tras la Guerra Civil el hotel perdió calidad frente a la competencia; no obstante, sobrevivió gracias a la ventaja de ofrecer habitaciones con vistas a la Puerta del Sol. Finalmente, siendo el hotel que llevaba más años en servicio con 142 años de historia, cerró el 31 de mayo de 2006.
El edificio quedó abandonado y su restauración empezó a comienzos de 2011, descolgando el cartel del Tío Pepe, que está ahora colocado sobre otra azotea de la misma plaza, en el número 11. Ese mismo año se anunció que la multinacional estadounidense Apple remodeló el local con la intención de abrir un Apple Store tras su renovación. El local se inauguró finalmente en junio de 2014.

## Época al frente de los hermanos Fallola
Desde su inauguración hasta su venta en 1895 a la empresa Baena, el hotel estuvo en manos de dos importantes italianos de la sociedad madrileña de la época, los hermanos Fallola, que además de ser conocidos hombres de negocios, presumían de sus dotes de sagaces coleccionistas de obras de arte y quincalla.
Los hermanos Fallola, abrieron el Hotel bajo el nombre de La Fonda de París, que años después cambiarían por Gran Hôtel de París.
La construcción se hizo con inversión francesa y ello se notó en la decoración y estilo de sus interiores.
En la planta baja el mismo año que el propio hotel (1864) nació  uno de los más populares y grandes (aforo de 500 personas) cafés de Madrid, el Café Imperial (conocido a finales de siglo como el Café de la Montaña), que ocupaba toda la extensión del hotel, compartiendo fachada con las calles de Alcalá y Carrera de San Jerónimo, además de con la Puerta del Sol. 
El hotel tenía la entrada en Alcalá número dos y en la segunda planta un amplio comedor, famoso por servir cocina francesa.
El hotel pronto competiría con otros de la Puerta del Sol, como el Hotel de los Príncipes. Los hoteles se realizaron en paralelo con la idea de cubrir la demanda prevista de nuevos viajeros procedentes de la apertura de la línea de ferrocarril que une Madrid-París.
Las críticas de la época del hotel fueron desde el primer momento muy positivas y pronto se comparó la calidad de sus servicios con los mejores hoteles europeos. 
Como historia curiosa del hotel destaca la existencia de un portero uniformado que con un muy poblado mostacho y aspecto turbio y vicioso guardaba las puertas del hotel durante muchos años. Este curioso personaje de origen griego que respondía al nombre de "Constantine" y manejaba todos los idiomas europeos y orientales, llamaba la atención de numerosos viajeros (tal y como después plasmaban en sus relatos), entre los que destaca el periodista británico John Augustus O'Shea quien escribió: «Manejaba los idiomas con tanta facilidad como el mejor guía alejandrino [...]. Sus instintos eran los de un animal de rapiña y sus modales siempre fueron ásperos. Se rumoreaba que había sido un bandido en Esmirna, o un tabernero en los muelles de Marsella y que además estaba dispuesto, por un cierto precio, a realizar ciertos trabajillos de linchamiento. Sin embargo, es posible que sólo fueran fabulaciones, cuentos inventados por los viajeros que querían dotarle de un aire romántico.»

## Época al frente de la empresa Baena
En 1895 el Hotel París se vendió a la empresa Baena, la cual como primera reforma, transforma las habitaciones, introduce un ascensor eléctrico e iluminación eléctrica.

## Residentes ilustres
- Édouard Manet, durante su estancia en Madrid, en 1865.
- José Rodríguez Losada, autor del reloj de la Casa de Correos.[5]
- Maurice Ravel[2]
- Rubén Darío, durante las bodas de la reina Victoria.
- Juan Montalvo, en 1883, durante su tercer y último viaje a Europa.
- Rufino Blanco Fombona, en su visita a Madrid en mayo/junio de 1904.[6]
- León Trotski, al llegar a Madrid en noviembre de 1916 expulsado de Francia.[7]